# Martina Lechner
Martina Lechner (ur. 14 lipca 1978 w Thiersee) – austriacka narciarka alpejska, trzykrotna medalistka mistrzostw świata juniorów.

## Kariera
Pierwszy raz na arenie międzynarodowej Martina Lechner pojawiła się 19 grudnia 1994 roku w Val Thorens, gdzie w zawodach FIS Race w gigancie zajęła 21. miejsce. W 1997 roku wystartowała na mistrzostwach świata juniorów w Schladming, zdobywając srebrny medal w kombinacji. W zawodach tych rozdzieliła na podium Włoszkę Karen Putzer oraz Dalię Lorbek ze Słowenii. Podczas rozgrywanych rok później mistrzostw świata juniorów w Megève Austriaczka zdobyła dwa medale. Najpierw zwyciężyła w zjeździe, wyprzedzając Jonnę Mendes z USA i Francuzkę Ingrid Jacquemod. Dzień później złoty medal zdobyła także w supergigancie, plasując się przed swą rodaczką Kerstin Reisenhofer oraz Janicą Kostelić z Chorwacji.
W zawodach Pucharu Świata zadebiutowała 15 stycznia 2000 roku w Altenmarkt, zajmując 32. miejsce w zjeździe. Pierwsze pucharowe punkty wywalczyła dzień później w tej samej miejscowości, zajmując, zajmując 26. miejsce w supergigancie. Nigdy nie stanęła na podium zawodów tego cyklu, najwyższą lokatę uzyskała 7 grudnia 2003 roku w Lake Louise, kończąc supergiganta na szóstej pozycji. Najlepsze wyniki osiągała w sezonie 2003/2004, kiedy zajęła 57. miejsce w klasyfikacji generalnej. Nie startowała na mistrzostwach świata ani igrzyskach olimpijskich. W 2005 roku zakończyła karierę.

## Osiągnięcia

### Mistrzostwa świata juniorów
| Miejsce | Dzień     | Rok  | Miejscowość | Konkurencja | Czas biegu  | Strata     | Zwyciężczyni     |
| ------- | --------- | ---- | ----------- | ----------- | ----------- | ---------- | ---------------- |
| 7.      | 26 lutego | 1997 | Schladming  | Zjazd       | 1:37,45 min | +1,74 s    | Monika Bergmann  |
| 12.     | 27 lutego | 1997 | Schladming  | Supergigant | 1:19,96 min | +2,81 s    | Karen Putzer     |
| 16.     | 28 lutego | 1997 | Schladming  | Slalom      | 1:38,88 min | +6,12 s    | Tanja Poutiainen |
| 6.      | 1 marca   | 1997 | Schladming  | Gigant      | 1:56,82 min | +3,19 s    | Karen Putzer     |
| 2.      | 1 marca   | 1997 | Schladming  | Kombinacja  | 62,32 pkt   | +14,96 pkt | Karen Putzer     |
| 1.      | 26 lutego | 1998 | Megève      | Zjazd       | 1:24,41 min | -          | -                |
| 1.      | 27 lutego | 1998 | Megève      | Supergigant | 1:06,08 min | -          | -                |
| 51.     | 28 lutego | 1998 | Megève      | Slalom      | 1:26,48 min | +12,32 s   | Stefanie Wolf    |
| 17.     | 1 marca   | 1998 | Megève      | Gigant      | 1:54,35 min | +3,55 s    | Anja Pärson      |

### Puchar Świata

#### Miejsca w klasyfikacji generalnej
- sezon 1999/2000: 122.
- sezon 2001/2002: 117.
- sezon 2002/2003: 103.
- sezon 2003/2004: 57.
- sezon 2004/2005: 70.

#### Miejsca na podium
Lechner nigdy nie stanęła na podium zawodów PŚ.